# NGC 3932
NGC 3932 – gwiazda znajdująca się w gwiazdozbiorze Wielkiej Niedźwiedzicy. Skatalogował ją Heinrich Louis d’Arrest 4 grudnia 1861 roku jako obiekt typu „mgławicowego”. Istnieją rozbieżności w kwestii identyfikacji obiektu NGC 3932, niektóre źródła podają, że jest to inna gwiazda, położona bardziej na północny zachód, a według bazy SIMBAD i NASA/IPAC Extragalactic Database jest to galaktyka LEDA 37194 (PGC 37194). Galaktyka ta znajduje się jednak aż 17 minut kątowych od pozycji podanej przez d’Arresta i jest prawdopodobnie zbyt słabo widoczna, by mógł on ją zaobserwować za pomocą swojego 11-calowego refraktora.